# Presqu'île d'Entrecasteaux
Pour les articles homonymes, voir Entrecasteaux et D'Entrecasteaux.
La presqu'île d'Entrecasteaux est l'une des deux presqu'îles du sud-ouest de la Grande Terre, principale île de l'archipel des Kerguelen relevant des Terres australes et antarctiques françaises.

## Géographie

### Situation
La presqu'île d'Entrecasteaux est délimitée à l'ouest par la baie de la Mouche, à l'est par la baie de Chimay et au sud par la baie d'Audierne qui forment ses côtes, et est pénétrée en son centre par l'anse Duguay-Trouin.

### Toponymie
La presqu'île doit son nom – donné par la commission de toponymie des Kerguelen en 1966 – à l'amiral de France Antoine Bruny d'Entrecasteaux (1737-1793) chargé de l'expédition de recherche de La Pérouse disparu dans le Pacifique en 1788.